# Малинці (Хорватія)
45°43′ пн. ш. 15°20′ сх. д. / 45.72° пн. ш. 15.34° сх. д.
Малинці (хорв. Malinci) — населений пункт у Хорватії, у Карловацькій жупанії у складі міста Озаль.

## Населення
Населення за даними перепису 2011 року становило 0 осіб.
Динаміка чисельності населення поселення: